# محرك يو آر تويوتا
عائلة محركات يو آر تويوتا هي محركات ذات 8 أسطوانات متوضعة بشكل حرف V متصلة بمحور كرنك وهي ذات 32 صمام أي 4 صمامات لكل اسطوانة احتراق. وهي ذات كتلة محرك من خلائط الألمنيوم المصبوبة في قوالب، وهي ذات رؤوس من الألمنيوم، وأغطية الأسطوانات من المغنزيوم.

## 1ur-fe
هي إحدى محركات تويوتا المركبة على كل من سيكويا ولاند كروزر وتندرا و لكزس GX460
وتتكون من سعة 4600 سي سي و310 حصان

## 3ur-fe
هو محرك من أنتاج شركة تويوتا مركب على كل من سيكويا وLX570 ولاندكروزر أعلى فئة وتندرا
وهو يتكون من 32 بلف وسعة 5700 سي سي و381 حصان وبعزم 55.4كجم.م.